# John Norum
John Terry Norum (født 23. februar 1964 i Vardø, Norge) er en svensk rockguitarist og en af grundlæggerne af det svenske rockband Europe. Som lille flyttede han med sine forældre til Upplands Väsby i Sverige, hvor han voksede op og tilbragte det meste af sit liv. Ved siden af sin rolle i Europe har han også en succesfuld solokarriere.